# Wiesenbach (Breidenbach)
Wiesenbach (mundartlich Wesseboch) ist ein Dorf im Westen des Hessischen Hinterlandes, an der Grenze zu Westfalen, und als solches ein Ortsteil der Gemeinde Breidenbach im mittelhessischen Landkreis Marburg-Biedenkopf.

## Geographie

### Lage
Der Ort liegt südlich von Bad Laasphe und westlich von Biedenkopf in einem kleinen Seitental des Flusses Perf, einem rechten Nebenfluss der Lahn. Er ist über die Bundesstraße 253, die östlich von Bad Laasphe von der Bundesstraße 62 nach Süden abzweigt, zu erreichen.

### Klima
Klimatisch liegt Wiesenbach, wie der gesamte Breidenbacher Grund im Grenzbereich der beiden Klimaräume Nordwest- und Südwestdeutschland, die sich im Bereich Mittelhessen trennen. Das heißt, es gibt sowohl maritime als auch festländische Einflüsse. Das Klima wird daher durch verhältnismäßig kühlere Sommer, aber auch nicht-alpine Wintertemperaturen gekennzeichnet, wobei Niederschläge von durchschnittlich ca. 900 mm ganzjährig fallen.

### Siedlungen und Wüstungen
In der Gemarkung Wiesenbachs liegt die Siedlung Wiesenmühle, ein Mühlengehöft am Wiesenbach östlich abgesetzt vom Ort. Im Boxbachtal an der Straße nach Hesselbach liegt die Gehöftgruppe Boxbach, eine Einzelsiedlung mit kleiner Landwirtschaft und Pensionsbetrieb auf dem Gelände der ehemaligen Grube Boxbach.

## Geschichte

### Überblick
Die älteste bekannte urkundliche Erwähnung von Wisenbach erfolge 1232 unter dem Namen Wisentbach. Auch heute trägt der Ort den Wisent und einen Fluss in seinem Wappen.
Die Statistisch-topographisch-historische Beschreibung des Großherzogthums Hessen berichtet 1830 über Achenbach:

„Wiesenbach (L. Bez. Battenberg) evangel. Filialdorf; liegt 5 St. von Battenberg, gehört dem Freiherrn von Breidenstein, und hat 32 Häuser und 221 Einwohner, die evangelisch sind, so wie 1 Kapelle und 1 Mahlmühle. Mit diessem Orte wurde 1395 Landgraf Hermann von Gerlach und Johann von Breidenbach belehnt. Früher wurden hier Kupfererze gewonnen.“

### Historische Namensformen
Historisch dokumentierte Erwähnungen des Ortes sind:
- Wisentbach (1232)
- Wysenpach, de (1308)
- Wisintpach (1324)
- Wesinpach (1355)
- Wissenbach
- Wesenbach (1395)
- Wießenbach (1677)

### Gebietsreform
Am 1. Juli 1974 wurde die bis dahin eigenständige Gemeinde Wiesenbach, im Zuge der Gebietsreform in Hessen, kraft Landesgesetz in die Gemeinde Breidenbach eingegliedert, nachdem andere Pläne der Breidensteiner Gemeindevertreter zur Bildung einer erweiterten Stadt Breidenstein mit den Gemeinden Wallau, Weifenbach und Wiesenbach gescheitert waren.
Für Wiesenbach wurde, wie für alle in der Gebietsreform eingegliederten Gemeinden von Breidenbach, ein Ortsbezirk mit Ortsbeirat und Ortsvorsteher nach der Hessischen Gemeindeordnung gebildet.

### Territorialgeschichte und Verwaltung im Überblick
Die folgende Liste zeigt im Überblick die Territorien, in denen Wiesenbach lag, bzw. die Verwaltungseinheiten, denen es unterstand:
- vor 1567: Heiliges Römisches Reich, Landgrafschaft Hessen, Amt Blankenstein, Grund Breidenbach (Untergericht, Gericht Melsbach; das seit ca. 1500 mit den Gerichten Breidenbach und Wallau zusammengefasst war)
- ab 1567: Heiliges Römisches Reich, Landgrafschaft Hessen-Marburg, Amt Blankenstein, Grund Breidenbach (ab 1577: Gericht Breidenbach)[10]
- 1604–1648: strittig zwischen Hessen-Kassel und Hessen-Darmstadt (Hessenkrieg)
- ab 1604: Heiliges Römisches Reich, Landgrafschaft Hessen-Kassel, Amt Blankenstein, Grund Breidenbach
- ab 1627: Heiliges Römisches Reich, Landgrafschaft Hessen-Darmstadt, Oberfürstentum Hessen, Amt Blankenstein, Grund Breidenbach, Untergericht[11]
- ab 1806: Großherzogtum Hessen, Oberfürstentum Hessen, Amt Blankenstein, Grund Breidenbach, Gericht Breitenbach[12][13]
- ab 1815: Großherzogtum Hessen, Provinz Oberhessen, Amt Blankenstein, Grund Breidenbach[14]
- ab 1821: Großherzogtum Hessen, Provinz Oberhessen, Landratsbezirk Battenberg[Anm. 1]
- ab 1832: Großherzogtum Hessen, Provinz Oberhessen, Kreis Biedenkopf
- ab 1848: Großherzogtum Hessen, Regierungsbezirk Biedenkopf
- ab 1852: Großherzogtum Hessen, Provinz Oberhessen, Kreis Biedenkopf
- ab 1867: Norddeutscher Bund, Königreich Preußen, Provinz Hessen-Nassau, Regierungsbezirk Wiesbaden, Kreis Biedenkopf (übergangsweise Hinterlandkreis)[11]
- ab 1871: Deutsches Reich, Königreich Preußen, Provinz Hessen-Nassau, Regierungsbezirk Wiesbaden, Kreis Biedenkopf
- ab 1918: Deutsches Reich, Freistaat Preußen, Provinz Hessen-Nassau, Regierungsbezirk Wiesbaden, Kreis Biedenkopf
- ab 1932: Deutsches Reich, Freistaat Preußen, Provinz Hessen-Nassau, Regierungsbezirk Wiesbaden, Kreis Dillenburg
- ab 1933: Deutsches Reich, Freistaat Preußen, Provinz Hessen-Nassau, Regierungsbezirk Wiesbaden, Landkreis Biedenkopf
- ab 1944: Deutsches Reich, Freistaat Preußen, Provinz Nassau, Landkreis Biedenkopf
- ab 1945: Deutsches Reich, Amerikanische Besatzungszone, Groß-Hessen, Regierungsbezirk Wiesbaden, Landkreis Biedenkopf
- ab 1946: Deutsches Reich, Amerikanische Besatzungszone, Hessen, Regierungsbezirk Wiesbaden, Landkreis Biedenkopf
- ab 1949: Bundesrepublik Deutschland, Hessen, Regierungsbezirk Wiesbaden, Landkreis Biedenkopf
- ab 1968: Bundesrepublik Deutschland, Hessen, Regierungsbezirk Darmstadt, Landkreis Biedenkopf
- ab 1974: Bundesrepublik Deutschland, Hessen, Regierungsbezirk Kassel, Landkreis Marburg-Biedenkopf
- ab 1981: Bundesrepublik Deutschland, Hessen, Regierungsbezirk Gießen, Landkreis Marburg-Biedenkopf

### Bevölkerung

#### Einwohnerentwicklung
Quelle: Historisches Ortslexikon
| • 1577: | 017 Hausgesesse                                                             |
| • 1630: | 015 Hausgesesse. (9 zweispännige, 1 einspännige Ackerländer, 5 Einläuftige) |
| • 1677: | 014 Männer, 1 Witwe, 3 Jungmannschaften, 8 ledige Mannschaften              |
| • 1742: | 023 Haushalte                                                               |
| • 1791: | 179 Einwohner                                                               |
| • 1800: | 181 Einwohner                                                               |
| • 1806: | 197 Einwohner, 31 Häuser                                                    |
| • 1829: | 221 Einwohner, 32 Häuser                                                    |

| Wiesenbach: Einwohnerzahlen von 1791 bis 2022 | Wiesenbach: Einwohnerzahlen von 1791 bis 2022 | Wiesenbach: Einwohnerzahlen von 1791 bis 2022 | Wiesenbach: Einwohnerzahlen von 1791 bis 2022 | Wiesenbach: Einwohnerzahlen von 1791 bis 2022 |
| --- | --------------------------------------------- | --------------------------------------------- | --------------------------------------------- | --------------------------------------------- |
| Jahr |                                               |                                               |                                               | Einwohner                                     |
| 1791 | 1791                                          |                                               | 179                                           | 179                                           |
| 1800 | 1800                                          |                                               | 181                                           | 181                                           |
| 1806 | 1806                                          |                                               | 197                                           | 197                                           |
| 1829 | 1829                                          |                                               | 221                                           | 221                                           |
| 1834 | 1834                                          |                                               | 236                                           | 236                                           |
| 1840 | 1840                                          |                                               | 256                                           | 256                                           |
| 1846 | 1846                                          |                                               | 269                                           | 269                                           |
| 1852 | 1852                                          |                                               | 268                                           | 268                                           |
| 1858 | 1858                                          |                                               | 269                                           | 269                                           |
| 1864 | 1864                                          |                                               | 257                                           | 257                                           |
| 1871 | 1871                                          |                                               | 279                                           | 279                                           |
| 1875 | 1875                                          |                                               | 288                                           | 288                                           |
| 1885 | 1885                                          |                                               | 284                                           | 284                                           |
| 1895 | 1895                                          |                                               | 389                                           | 389                                           |
| 1905 | 1905                                          |                                               | 415                                           | 415                                           |
| 1910 | 1910                                          |                                               | 410                                           | 410                                           |
| 1925 | 1925                                          |                                               | 449                                           | 449                                           |
| 1939 | 1939                                          |                                               | 451                                           | 451                                           |
| 1946 | 1946                                          |                                               | 665                                           | 665                                           |
| 1950 | 1950                                          |                                               | 621                                           | 621                                           |
| 1956 | 1956                                          |                                               | 567                                           | 567                                           |
| 1961 | 1961                                          |                                               | 550                                           | 550                                           |
| 1967 | 1967                                          |                                               | 609                                           | 609                                           |
| 1998 | 1998                                          |                                               | 690                                           | 690                                           |
| 2011 | 2011                                          |                                               | 709                                           | 709                                           |
| 2015 | 2015                                          |                                               | 702                                           | 702                                           |
| 2020 | 2020                                          |                                               | 669                                           | 669                                           |
| 2022 | 2022                                          |                                               | 698                                           | 698                                           |
| Datenquelle: Historisches Gemeindeverzeichnis für Hessen: Die Bevölkerung der Gemeinden 1834 bis 1967. Wiesbaden: Hessisches Statistisches Landesamt, 1968. Weitere Quellen: ; Gemeinde Breidenbach:; Zensus 2011 |                                               |                                               |                                               |                                               |

#### Religionszugehörigkeit
Quelle: Historisches Ortslexikon
| • 1829: | 221 evangelische (= 100 %) Einwohner                                       |
| • 1885: | 281 evangelische (= 98,94 %) und 3 katholische (= 1,06 %) Einwohner        |
| • 1961: | 471 evangelische (= 85,64 %), 74 römisch-katholische (= 13,45 %) Einwohner |

#### Erwerbstätigkeit
Quelle: Historisches Ortslexikon
| • 1867: | Erwerbspersonen: 46 Landwirtschaft, 1 Forstwirtschaft, 2 Bergbau und Hüttenwesen, 12 Gewerbe und Industrie, 17 persönliche Dienstleistungen, 1 Gesundheitspflege, 1 Erziehung und Unterricht. |
| • 1961: | Erwerbspersonen: 165 Land- und Forstwirtschaft, 156 produzierendes Gewerbe, 10 Handel und Verkehr, 13 Dienstleistungen und Sonstiges.                                                         |

## Politik

### Ortsbeirat
- SPD: 3
- CDU: 2

Wiesenbach verfügt als Ortsbezirk über einen Ortsbeirat, bestehend aus fünf Mitgliedern, dessen Vorsitzender ein Ortsvorsteher, derzeit Christine Hainbach (CDU), ist. Für die Sitzverteilung siehe die nebenstehende Grafik.

### Wappen
Am 26. Oktober 1962 genehmigte der Hessische Minister des Innern das Wappen nach folgender Beschreibung:
| Wappen von Wiesenbach | Blasonierung: „In Gold über grünem Schildfuß, darin ein silberner Wellenbalken, belegt mit sechs schwarzen Wellenfäden, ein silberbewehrter roter Wisent mit gesenktem Haupt.“                       |
| Wappen von Wiesenbach | Wappenbegründung: Das Wappen veranschaulicht den Ortsnamen durch redende Elemente: der Wisent steht für die ursprüngliche Bedeutung des Ortsnamens und der Wellenbalken steht für die Silbe „-bach“. |

## Kultur und Sehenswürdigkeiten

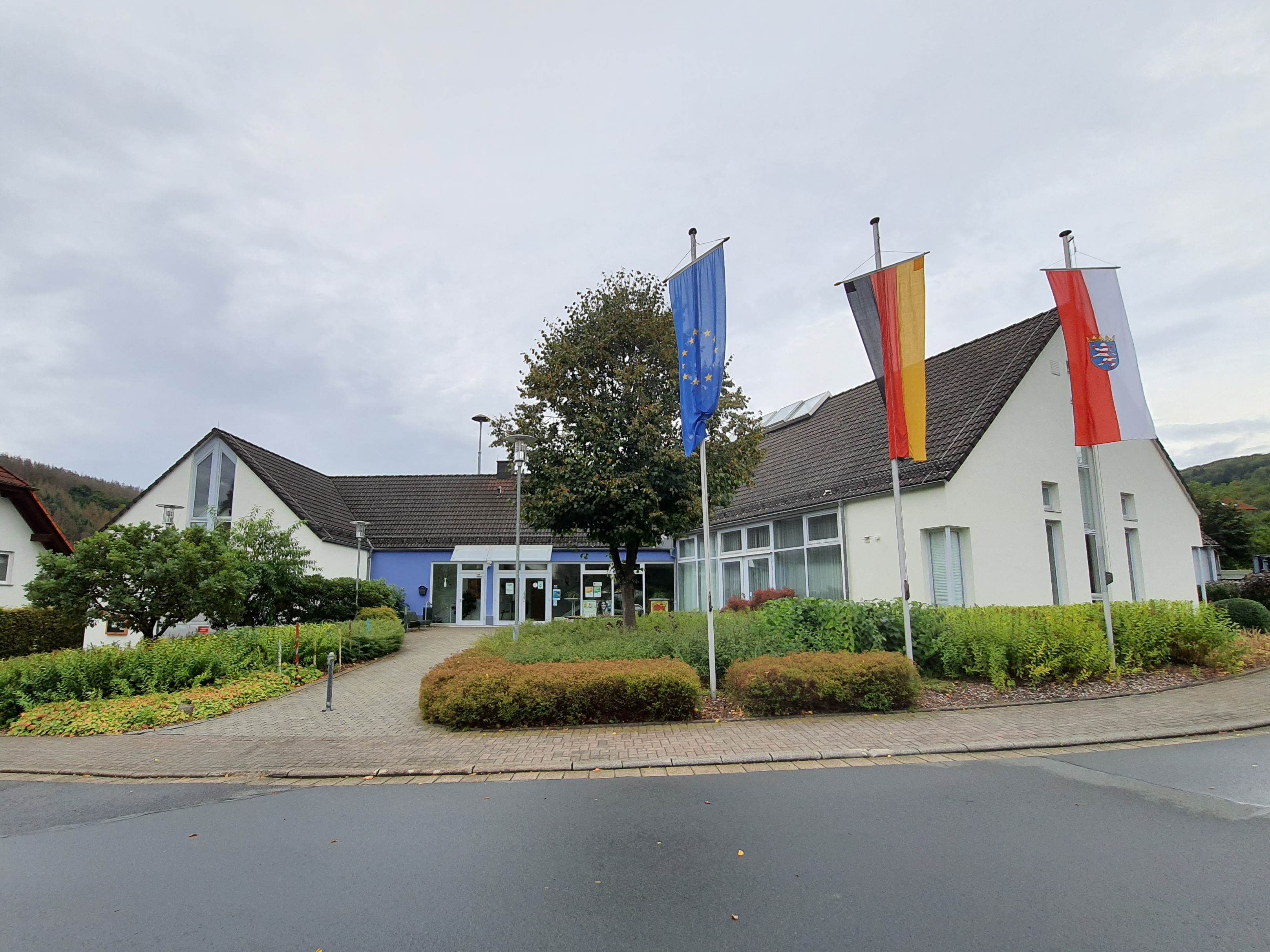
Dorfgemeinschaftshaus mit freiwilliger Feuerwehr

### Wanderwege
In Wiesenbach beginnt und endet der Boxbachpfad. Außerdem geht ein Wanderweg Richtung Achenbach.

### Vereine
In Wiesenbach gibt es zwei Sportplätze, auf welchen der FV 1920 Wiesenbach in den Bereichen Senioren- und Jugend-Fußball sowie mit einer Damen-Gymnastikgruppe aktiv ist. Die Freiwillige Feuerwehr hat eine Jugend- und Kinderfeuerwehr. Die Burschenschaft Wiesenbach, welche es sich als Ziel gesetzt hat, alte Traditionen zu erhalten, organisiert jährlich ein Kirmes.

### Bauwerke
- Evangelische Kirche (Wiesenbach)

Der Ort besitzt ein Dorfgemeinschaftshaus mit Kegelbahn und einem großen und einem kleinen Saal.

### Veranstaltungen
Eine Etappe der „Hinterland-Rallye“, einem lokalen Motorsportrennen, findet jährlich zwischen Kleingladenbach und Wiesenbach, auf den Gemeindeverbindungswegen in den Tälern von Gladenbach, Lützelbach und Boxbach, statt. Die Etappe gilt als der Klassiker unter den Hinterland-Strecken.

## Wirtschaft und Infrastruktur

### Verkehr

#### Straßenverkehr
Nach Wiesenbach führt die Kreisstraße 108, die am südlichen Ende des Perfstausees am ehemaligen Bahnhaltepunkt des Ortes von der Bundesstraße 253 abzweigt. Die K 108 endet nach einem Verlauf oberhalb des unteren Boxbachtals in der Ortsmitte; hier treffen sich zusätzlich drei Gemeindeverbindungsstraßen, eine aus dem Süden, von Kleingladenbach über die Billn und den Lützelbach kommend, eine aus dem Norden, aus Bad Laasphe über den Kleinen Gennernbach kommend, und eine aus dem Westen, von Hesselbach durch den Boxbach kommend. Die Straße aus Hesselbach ist auf nordrhein-westfälischer Seite als Kreisstraße 37 gewidmet.

#### Öffentliche Verkehrsmittel

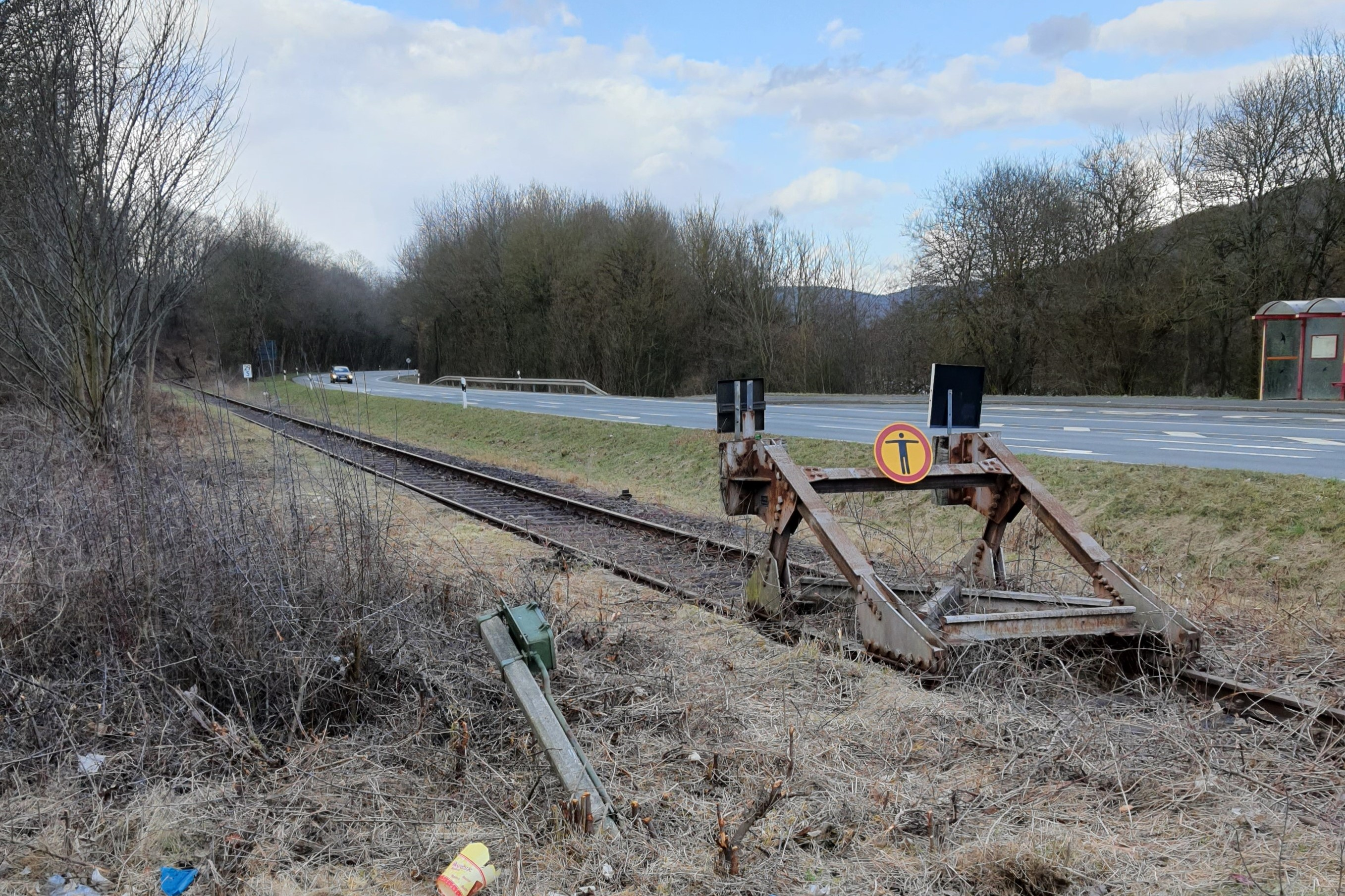
Der ehemalige Haltepunkt Wiesenbach (Kr. Biedenkopf) an der Scheldetalbahn

Der Haltepunkt Wiesenbach (Kr. Biedenkopf) lag an der Scheldetalbahn, etwa einen Kilometer entfernt von der Ortslage. Dieser wurde 1955 eröffnet, um die Attraktivität der Strecke zu steigern. Seit der Einstellung des Personenverkehrs im Mai 1987 wird der Haltepunkt nicht mehr bedient, zuletzt hielten zwei Züge pro Tag und Richtung. Das ehemalige Wartehäuschen wurde abgebaut und der Bahnsteig ist mittlerweile bewachsen; nahe dem Bahnsteig befindet sich das heutige Gleisende der Strecke.
Wiesenbach ist außerdem über die Haltestellen Baumgarten und Kleingladenbacher Weg in der Ortslage und Christmann & Pfeifer sowie Bahnhof außerhalb des Ortes am ehemaligen Bahnhaltepunkt an das ÖPNV-Netz des RMV angebunden. Folgende Lokalbuslinien fahren den Ort an:
- MR-51: Biedenkopf–Niedereisenhausen–Friedensdorf–Biedenkopf
- MR-52: Biedenkopf–Friedensdorf–Niedereisenhausen–Biedenkopf

## Persönlichkeiten
- Reiner Künkel (* 9. April 1950), Fußballspieler
- Tobias Meyer (* 2. Juli 1979), Politiker, ehem. Ortsbeiratsmitglied in Wiesenbach